# 林兴
林兴（1958年—），京族，中华人民共和国政治人物、第十一届全国政协委员。
担任广西壮族自治区防城港市政协副主席、防城港市工商联主席。2008年，当选第十一届全国政协委员，代表少数民族界，分入第五十组。